# ボーイズ (演芸)
ボーイズとは、演芸の一種で、楽器を使用した音楽ショウ。「ボーイズ物」や「ボーイズ芸」とも言われる。

## 概要
漫才師の行う音曲漫才や、コミックバンドが演ずる音楽コントとは異なる、独特の形態を持つ。
1937年（昭和12年）に浅草公園六区の浅草花月劇場（吉本興業直営）における演目「吉本ショウ」で、あきれたぼういず（東京吉本所属）が行ったのが端緒である。あきれたぼういずの成功を受けて、ハリキリボーイズ、ざつおんブラザーズ、がさつなぼおいず、ハット・ボンボンズ、ミルクブラザーズなどのボーイズものが続出、ジャズ喜劇団を自称するラッキー・スタアや、女性だけのあきれた・がーるずなどもあった。第二次世界大戦後もダイナ・ブラザーズ、シャンバロー、スイングボーイズ、ザ・ハッタリーズ、かしまし娘などがあり、その系譜はクレージーキャッツやドリフターズにも繋がっている。この伝統を受け継ぎ「ボーイズ」の名は主に東京芸界で用いられる。
上方芸界では「○○（＝リーダーの個人名）ショウ」と称す場合が多く、一座による地方興行を打っていた歌謡ショウが、民放ラジオ・テレビ開局と共に大挙して流入定着し、続いて浪曲ショウ（タイヘイトリオの浪漫ショウや宮川左近ショー、キクタショウ等）、江州音頭や河内音頭の音頭ショウ、民謡ショウ等のグループも多く結成され、グループ名やメンバーの変遷も激しく、ジャンル分けが難しい。
浪花節も入ればジャズの要素も採り入れる、いわば「何でもあり」で始まったものではあるが、演者や観客層の年齢が高くなっていることから、平成期はほぼレトロ調の内容に纏まっている。

## 現在活動中のボーイズ
- 東京
  - 東京ボーイズ
  - 岡本圭司とバラクーダ
  - アンクルベイビー
  - ポカスカジャン
  - めおと楽団ジキジキ - 音曲漫才と併行して行う。
  - さんしろう吹奏楽部 - ピン芸人。主にM-1グランプリにおいて、歌謡漫談と相方らの管楽器によるボーイズ芸を組み合わせた独特な趣向の演芸を披露している。

現在は東京ボーイズもアンクルベイビーも2人でコンビを組んでいるので、ボーイズとしては珍しい例である。
- 大阪
  - ザ・パンチャーズ - 平和勝次とダークホースの中川ヒロシをリーダーとして復活

他

## 解散・活動休止したボーイズの例
- 東京
  - あきれたぼういず
  - 川田晴久とダイナブラザーズ
  - 小島宏之とダイナブラザーズ
  - ザツオン・ブラザース
  - 鹿島密夫とダイナ・ショウ
  - 灘康次とモダンカンカン
  - スリートンズ
  - ザ・ローカル
  - 弁慶と牛若丸
  - ミュージカルぼーいず
  - 辻ひろしとザ・ハッタリーズ
  - ぴんぼけトリオ
  - シャンバロー
  - 人見明とスイングボーイズ
  - ハリキリボーイズ
  - ハット・ボンボンズ
  - あかつき楽劇団
  - スリー・シスターズ
  - 東京あんみつ娘
  - ロマンス・ガールズ
  - ザ・チャーミング
  - 新日本ショウ
  - テルテル･ボーイズ
  - トリオ・レ・ポンコツ
  - 木戸啓二とザツオンぼういず
  - ファンキーガイズ - 長田あつしがリーダー。殿様キングスの前身。
  - あきれたダンディーズ
  - 玉川カルテット
  - ふるさとコンビ - 結成当初は3人組で「トリオザキュースケ」を名乗っていたが、結成約半年後にメンバー・うたじが脱退。大空遊平と結城たかしの2人組として活動後、2022年に解散。
- 大阪
  - あひる艦隊
  - 木村フクジとシャネルカンカンズ
  - 平和勝次とダークホース
  - ピンアップトリオ
  - 西川ヒノデ・サクラ
  - スカタンボーイズ
  - ザ・パンチャーズ
  - ぴんからトリオ
  - 横山ホットブラザーズ
  - クエッション・ボーイズ
  - ザ・ドリーム - 兄弟の夢みどり、洋二、ひろみで構成、大阪での活動は1969年から（結成はそれ以前）。
  - わんぱくボーイズ - 1970年に結成。メンバーは南一夫、文夫、敏夫。1年ほどで解散。
  - ザ・ダッシュ
  - 川上のぼると大阪ヤローズ - 堺すすむら川上一門で構成
  - ぼんぼんサンズ - 渡辺晴一がリーダー。メンバーに平崎康弘、岡本鉱一、藤原秀和、佐藤たけし。
  - のらくろショウ - リーダーのらくろが中心に結成、メンバーだった2人が古川一郎・二三子として活動。
  - モダントリオ - のらくろショウの残党で戦後に結成。
  - スリーエース - エノケン一座出身の大浪弘士が、妻の銀子や実子らと編成した歌謡ショウ。後に弘士、銀子が退き、弟子中心の構成になった。
  - プレイボーイズ - 原たかしがリーダー。平成に入り「赤フン」で有名になった吉本新喜劇の木村明他2名で再結成された。
  - 泉詩郎歌謡ショウ - 泉詩郎はもと活動弁士でトーキー化でショウを編成。
  - 可愛コヒデショウ - 西川ヒノデ・サクラの弟子等で構成
  - リズムデッサン - 後にWヤングを結成。
  - なにわショウ
  - ミユキショウ
  - 放課後ボーイズ - メンバー・走れ！ぴゅー吉の脱退に伴い「千日前ゴールデンポップス」へ改名し、漫才へ転向。
- 名古屋
  - ハッピーボーイズ - 一時大阪を拠点にしていたがリーダーの急死で解散
  - ニューハッピーズ - ハッピーボーイズ弟分、ハッピーボーイズに誘われ大阪を拠点にするが後にハッピーボーイズのリーダーの死去、出演していたトップホットシアターの閉鎖などの理由でこちらも解散。